# Fall
Fall je dvanaesti studijski album norveškog sastava Borknagar. Diskografska kuća Century Media Records objavila ga je 23. veljače 2024.

## O albumu
Skupina je na društvenim mrežama u ožujku 2023. objavila fotografije iz studija i izjavila je da radi na novom studijskom albumu. Dana 15. prosinca 2023. objavila je singl „Summits”, potvrdila je da će naslov uratka biti Fall i da će ga objaviti 23. veljače 2024. „Nordic Anthem”, drugi singl, izdan je 16. siječnja 2024. uz popratni spot,  a treći i posljednji singl „Moon” objavljen je 6. veljače 2024., također uz popratni spot. Na dan objave albuma Borknagar je objavio i spot za pjesmu „The Wild Lingers”.

## Popis pjesama
| 1.    | »Summits«          | Øystein G. Brun, Lars A. Nedland | Brun    | 7:58 |
| 2.    | »Nordic Anthem«    | Nedland                          | Nedland | 5:14 |
| 3.    | »Afar«             | Brun, Nedland                    | Brun    | 6:54 |
| 4.    | »Moon«             | Hestnæs                          | Hestnæs | 5:51 |
| 5.    | »Stars Ablaze«     | Brun, Nedland                    | Brun    | 8:26 |
| 6.    | »Unraveling«       | Nedland                          | Nedland | 4:33 |
| 7.    | »The Wild Lingers« | Brun, Nedland                    | Brun    | 5:33 |
| 8.    | »Northward«        | Nedland, Hestnæs, Brun           | Brun    | 9:53 |
| 54:22 |                    |                                  |         |      |

## Recenzije
| Recenzije        | Recenzije |
| Izvor            | Ocjena    |
| ---------------- | --------- |
| Blabbermouth.net | 8,5/10    |
| Distorted Sound  | 9/10      |
| Metal Injection  | 7,5/10    |
| Sputnikmusic     | 3,5/5     |

Dobio je pozitivne kritike. U recenziji za Distorted Sound Jack Press dao mu je devet bodova od njih deset proglasivši ga „majstorskim vrhuncem gotovo tri desetljeća rada” i „dokazom Brunove i Borknagarove posvećenosti širenju granica black metala”. Dom Lawson dao mu je osam i pol boda od njih deset u osvrtu za Blabbermouth.net. Napisao je da se album „odlikuje istom dominantnom karizmom koja je prethodne vrhunce poput Universala iz 2010. i True Northa učinila tako krepkima i snažnima”, ali da je skupina ovaj put „sazrela i zašla u novo carstvo progresivne slave”.
Recenzentica Metal Injectiona dala mu je sedam i pol boda od njih deset i komentirala je da zvuči kao da „intimno upoznajete filozofiju skupine i njezine misli”, ali da bi se to moglo svidjeti „samo odanim obožavateljima”. Međutim, dodala je da je „objektivno dobro osmišljen album koji se dobro drži u diskografiji sastava” i da pokazuje kako „Borknagar, čak i nakon dvanaest albuma, i dalje objavljuje svježe pjesme u prepoznatljivom zvučnom ruhu”. Sputnikmusicov recenzent zaključio je da je na uratku „ponešto nesigurnija raspodjela ledenih tremola i blast beatova te živahnih obilježja simfonijskog progresivnog rocka koji su s vremenom zavladali Borknagarovom suvremenom diskografijom”, ali da „nježniji trenuci na uratku katkad pokazuju koliko dobro Borknagar spaja složenost, otrcanost i pravu zabavu u divnu smjesu”. Dao mu je tri i pol boda od njih pet.

## Zasluge
| Borknagar - ICS Vortex – bas-gitara, vokal, zborski vokal - Lars A. Nedland – klavijatura, vokal, zborski vokal; snimanje (klavijature, sintesajzera, efekata i vokala) - Øystein G. Brun – gitara; snimanje (gitare, bas-gitare i vokala); produkcija, fotografija - Jostein Thomassen – gitara; snimanje (gitare) - Bjørn Dugstad Rønnow – bubnjevi, udaraljke Dodatni glazbenici - John Ryan – violina i violončelo (na 2., 5. i 7. pjesmi); snimanje (violine i violončela) | Ostalo osoblje - Marius Strand – snimanje (bubnjeva, bas-gitare i vokala); inženjer zvuka (za bubnjeve) - Jens Bogren – miksanje - Tony Lindgren – mastering - Eliran Kantor – omot albuma - Marcelo Vasco – dizajn - Jørn Veberg – fotografija |

## Ljestvice
| Ljestvica                       | Najviša pozicija |
| ------------------------------- | ---------------- |
| Austrija (Ö3 Austria)           | 21.              |
| Njemačka (Offizielle Top 100)   | 23.              |
| Švicarska (Schweizer Hitparade) | 26.              |